# Croce della Combille

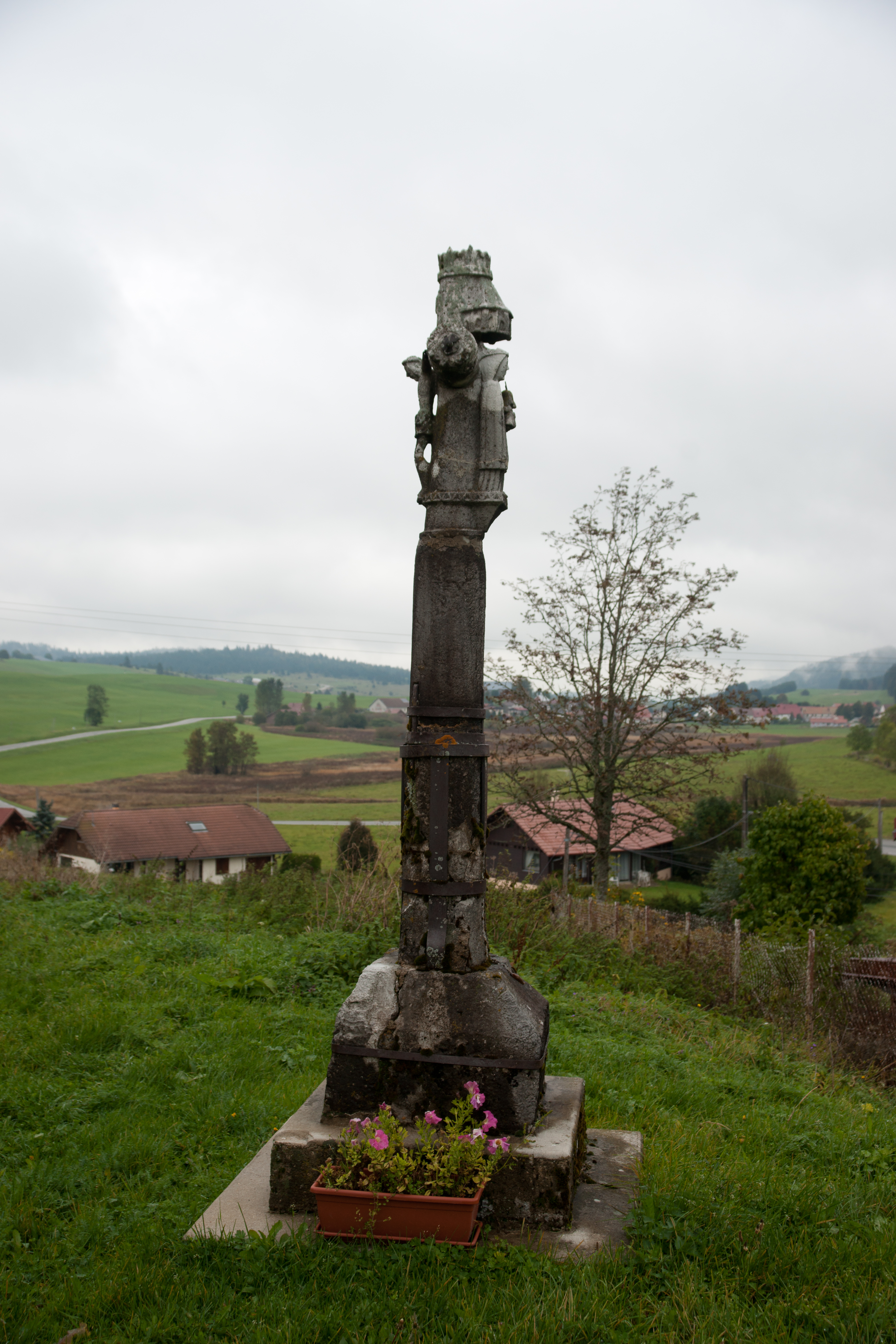
Croce della Combille

La Croce della Combille  (Croix de la Combille in lingua francese) è una croce datata dal 1562 e sita sul chemin de la Combille nel territorio del comune di Châtelblanc, dipartimento del Doubs, regione della Borgogna-Franca Contea.
È alta 3 metri e 35 centimetri, costruita in calcare e in pietra da taglio ed espone ai due lati contrapposti le figure rispettivamente del Cristo in croce e della Vergine con il Bambino.
Essa è classificata Monumento storico di Francia dal 23 agosto 1989.